# Scaphoideus trimaculatus
Scaphoideus trimaculatus är en insektsart som beskrevs av Wang och Li 2004. Scaphoideus trimaculatus ingår i släktet Scaphoideus och familjen dvärgstritar. Inga underarter finns listade i Catalogue of Life.